# Héros civilisateur
Un héros civilisateur est un héros, « d'allure prométhéenne, qui enseigne aux hommes les techniques, parfois contre la volonté du dieu ou des dieux supérieurs ». Il est soit animal soit humain.

## Exemples
- Orphée fait partie « des premiers inventeurs et des héros civilisateurs au moins à trois titres : il invente un chant capable d'adoucir les mœurs et de pacifier le monde ; il permet la construction du premier navire et se trouve ainsi à l'origine de la navigation ; il fonde les Mystères de Samothrace et se définit donc également comme un créateur d'initiation à des vérités révélées »[2].
- Prométhée est « le bienfaiteur de l'humanité, il déroba des semences de feu à la roue du Soleil et les apporta sur la terre »[3].
- « Le vodun fon Gu (yorouba : Ogun), patron de la métallurgie et inventeur de tous les métiers, est conçu (…) à la fois comme une divinité secondaire, dont l'emblème est le sabre, et (…) comme un outil - un sabre, justement - dont le Créateur dyadique, Mawu-Lisa, s'est servi pour aménager le monde »[1].
- En Australie, chaque tribu aborigène a sa propre culture, et il n'existe donc pas de mythe fondateur commun. Toutefois, la présence d'un héros civilisateur se retrouve dans les légendes de chaque tribu, et chacune en revendique la descendance[4].
- « La mythologie de nombreuses tribus Tupi-Guarani parle d'une terre merveilleuse, dite la Terre sans mal, où l'Ancêtre ou le Héros civilisateur s'est retiré après avoir créé le monde et donné aux hommes les connaissances essentielles pour survivre »[5].